# Protaetia quadriadspersa
Protaetia quadriadspersa är en skalbaggsart som beskrevs av Hippolyte Louis Gory och Achille Rémy Percheron 1833. Protaetia quadriadspersa ingår i släktet Protaetia och familjen Cetoniidae. Inga underarter finns listade i Catalogue of Life.